# Joey Ansah
Pour les articles homonymes, voir Ansah.
Joey Ansah (né le 24 novembre 1982) est un acteur et réalisateur de films d'arts martiaux anglais, surtout connu pour ses rôles dans La vengeance dans la peau (2007), Street Fighter : Assassin's Fist (2014)  et The Old Guard (2020).

## Enfance et éducation
Joey Ansah est né dans le quartier londonien de Hackney, en Angleterre, d'un couple mixte : il est le deuxième fils du créateur de mode ghanéen Kofi Ansah et de son épouse Nicola, née dans le Devon .[réf. nécessaire]</link>

## Carrière
Le premier rôle important d'Ansah en tant qu'acteur est dans le film indépendant britannique Love Struck (2005). Des apparitions notables à la télévision britannique suivent dans des épisodes des séries BBC MI-5 (2005) et Timewatch (2006).
Ansah joue ensuite un rôle mineur en tant que l'un des Shadow Warriors dans Batman Begins (2005). Vient ensuite son rôle le plus remarquable à ce jour, en 2007, dans La vengeance dans la peau dans le rôle de Desh Bouksani, un assassin traquant Jason Bourne. La performance d'Ansah est remarquable et comprend une longue scène de combat entre lui et Matt Damon, considérée par un critique comme "l'une des meilleures jamais filmées", dans laquelle Ansah exécute lui-même ses propres cascades. En 2008, il est nommé pour un MTV Film Award dans la catégorie « Meilleur combat ».
Ansah joue également dans des films d'arts martiaux indépendants britanniques, tels que Laissé pour mort (2004) et Underground (2007).
Il chorégraphie, co-écrit et réalise le court métrage Street Fighter: Legacy de 2014. Fan autoproclamé de la série de jeux vidéo, Ansah souhaite que le court métrage soit la représentation la plus précise de la série, différente des deux films sortis en salles. Lui et son collaborateur Christian Howard, avec qui il a travaillé sur SFL, ont travaillé sur la série live-action Street Fighter Street Fighter: Assassin's Fist, dont ils développèrent une deuxième saison intitulée Street Fighter: World Warrior et Street Fighter: Resurrection.

## Filmographie
- Left for Dead (2005) – Kickboxeur 1
- Batman Begins (2005) — Membre de la Ligue des Ombres
- Love Struck (2005) – Mango
- Voyage: Killing Brigitte Nielsen (2007) (TV)
- La mémoire dans la peau (2007) – Desh Bouksani
- Underground (2007) – Le modèle Joey
- Ghost Town (2009) (TV) – Bonesera
- Hit Girls (2009) – James
- Street Fighter: Legacy (2010) – Akuma, also co-writer and co-director
- Knock Out (2010)
- Attack the Block (2011) – Policier #1
- Blanche-Neigge et le Chasseur (2012) – Aldan
- UFO (2013) – Policier / Soldat Black Ops
- Code Ennemi (2013) – Derne
- Green Street 3: Never Back Down (2013) – Victor
- Street Fighter: Assassin's Fist (2014) – Akuma, also co-creator
- Street Fighter: Resurrection (2016)
- Mission: Impossible – Fallout (2018)
- The Old Guard (2020) - Keane

## Récompenses et nominations
| Année | Récompense            | Catégorie                           | Film                    | Résultat |
| ----- | --------------------- | ----------------------------------- | ----------------------- | -------- |
| 2008  | 17th MTV Movie Awards | Best Fight (shared with Matt Damon) | La Mémoire dans la peau | Nommé    |